# Metazygia cazeaca
Metazygia cazeaca là một loài nhện trong họ Araneidae.
Loài này thuộc chi Metazygia. Metazygia cazeaca được Herbert Walter Levi miêu tả năm 1995.